# الاگاوادی
الاگاوادی (به انگلیسی: Alagawadi) یک روستا در هند است که در کارناتاکا واقع شده‌است.

## خصوصیات
الاگاوادی ۵٬۵۴۲ نفر جمعیت دارد.